# Avast Software
Avast Software s.r.o. (anglická výslovnost [əˈvɑːst ˈsɒftˌweə(r), Amer əˈvæst ˈsɔːftwer]) je česká nadnárodní společnost zabývající se počítačovou bezpečností, založená roku 2010 jako následník družstva Alwil Software, jehož historie sahá až do roku 1988. Zakladateli firmy jsou Pavel Baudiš a Eduard Kučera. V roce 2022 se sloučila s americkou antivirovou společností NortonLifeLock pod hlavičku nové mateřské firmy Gen Digital, jejíž akcie jsou obchodovány na pražské burze a burze NASDAQ. Sídlem společnosti je budova Enterprise v pražských Nuslích.
V oboru počítačové bezpečnosti působí Avast na 35 let a je jednou z nejstarších firem v branži. V září 2022 oznámil NortonLifeLock dokončení spojení se společností Avast a v listopadu oznámila společnost nové jméno, Gen Digital.

## Historie

### Založení Avastu

Logo Avast do roku 2016

Avast založili Eduard Kučera a Pavel Baudiš , který dnes v představenstvu nové společnosti. Eduard Kučera byl předsedou představenstva od transformace společnosti na AVAST Software a.s. v prosinci 2006 až do ledna 2014; od roku 1991 byl Kučera zodpovědný za chod společnosti ALWIL Software – přímého předchůdce současného Avastu. Mezi lety 1991 a 2009 byl také výkonným ředitelem a řídil každodenní chod firmy, včetně spuštění modelu bezplatného programu v roce 2002. Před založením společnosti Avast pracoval Kučera jako počítačový specialista ve Výzkumném ústavu matematických strojů (VUMS).
Pavel Baudiš byl členem představenstva firmy od transformace společnosti na AVAST Software a.s. v prosinci 2006 do dokončení fúze se společností NortonLifeLock v září 2022. V roce 1988 napsal Baudiš původní program, na který navázala všechny pozdější programy, které Avast nabízí. Od roku 1991 hrál Baudiš klíčovou roli ve vývoji firmy. Před spoluzaložením společnosti Avast pracoval jako specialista na grafiku ve Výzkumném ústavu matematických strojů (VUMS). Pod názvem Avast se skrývá zkratka slovního spojení AntiVirus Advanced SeT, protože původní program v roce 1988 byl napsán jako nástroj složený z mnoha utilit.[ujasnit] Odkazuje na výraz v nautické angličtině ve významu »stůj!«, přičemž námořní tematiku používala reklamní kampaň Alwil Softwaru 90. let.

### Skupování konkurence
V roce 2013 firma koupila německou společnost secure.me, americký startup Jumpshot a zakončila rok jako nejziskovější IT společnost v České republice. Avast v únoru 2014 uvítal nového investora, CVC Capital Partners, který ocenil Avast na 1 miliardu USD. V červenci 2014 Avast koupil český startup Inmite a doplnil tak svůj mobilní tým o 40 vývojářů mobilních služeb. Roku 2015 zaměstnával Avast cca 600 osob v hlavním stanu v Praze i dalších kancelářích v Německu, USA a Asii.[zdroj?]
V roce 2014 Avast utržil 217 mil. USD, což představuje meziroční nárůst o 51%; EBITDA dosáhla 154 mil. USD. 99% tržeb bylo vygenerováno mimo Českou republiku. Kromě těchto vynikajících finančních výsledků vzrostl i počet nových uživatelů, a to konkrétně o 30 milionů na celkových 230 milionů, díky čemuž si firma upevnila vedoucí postavení na trhu.[zdroj?]
V roce 2016 Avast oznámil, že odkupuje svého konkurenta firmu AVG Technologies za 1,3 miliardy dolarů. V následujícím roce Avast převzal za nespecifikovanou částku britskou technologickou firmu Piriform. Ve stejnou dobu firma oznámila i otevření japonské pobočky. Avast vstoupil na londýnskou burzu cenných papírů v květnu 2018, která jej ocenila na 2,4 miliardy liber, což bylo jedním z největších technologických burzovních kótování[ujasnit] ve Velké Británii.

### Fúze s NortonLifeLockem
V srpnu 2021 byla oznámena fúze Avastu a americké softwarové společnosti NortonLifeLock. Rokování probíhala minimálně od července, celý proces byl ukončen v roce 2022. Hodnota transakce dosáhla 8,6 miliardy dolarů. Výsledkem spojení byl vznik nové společnosti Gen Digital se sídlem v Praze a v Tempe v americké Arizoně.

## Nelegální prodej dat o uživatelích
Americká Federální obchodní komise (FTC) udělila společnosti pokutu 16,5 milionu dolarů a zákaz prodeje dat o uživatelích software k reklamním účelům. Podle FTC se firma nedovoleného jednání dopouštěla prostřednictvím své české součásti Jumpshot. Jumpshot shromažďoval prostřednictvím firemního rozšíření prohlížeče a antivirového softwaru informace o tom, jak se klienti chovají na internetu. Tyto informace o klientech pak prodával bez jejich souhlasu nebo odpovídajícího upozornění. Úřad pro ochranu osobních údajů udělil firmě za neoprávněné zpracování údajů o uživatelích pokutu 351 milionů korun. Po udělení pokuty firma zvažovala podání správní žaloby.

## Nadační fond

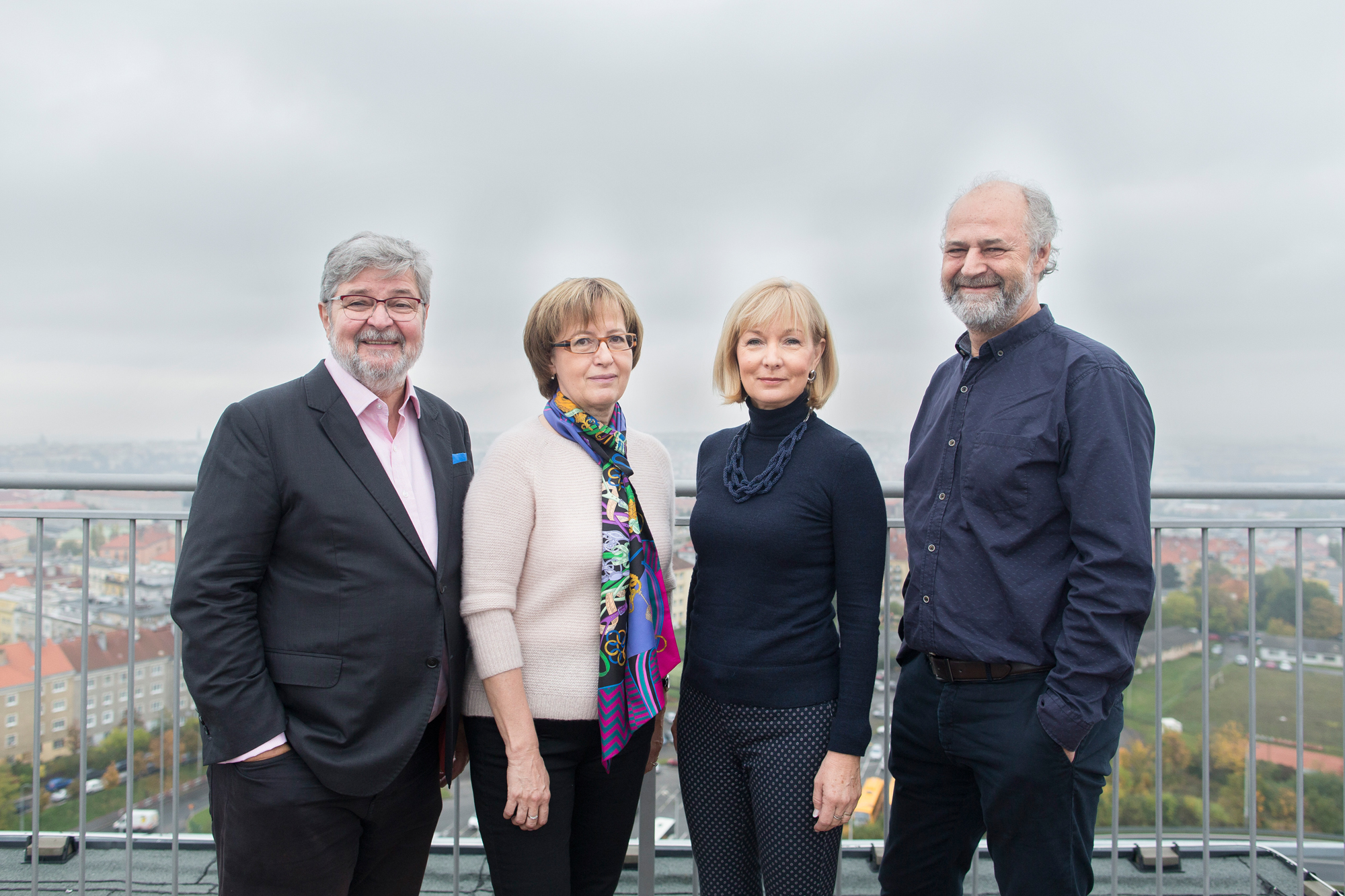
Zakladatelé Eduard Kučera a Pavel Baudiš s manželkami, které provozují Nadační fond Avast

Nadační fond založili v roce 2010 spolumajitelé společnosti Avast Software Pavel Baudiš a Eduard Kučera a správu fondu svěřili svým manželkám Jarmile a Miladě. Nadační fond Avast se věnuje především charitativní činnosti, svým ústředním tématem si zvolil paliativní péči. V roce 2014 získal ocenění Via Bona, podpořil přes 120 projektů v České republice, rozdělil 74 milionů korun a stal se tak třetím největším firemním nadačním fondem v zemi.
Ročně firma Avast Software darovala fondu 2,5 % ze svého zisku; roku 2020 fondu darovala mimořádný dar ve výši 25 milionů dolarů (přes 500 mil. Kč) na boj s pandemií covidu-19.
Ke konci roku 2020 nadační fond Avast zanikl přeměnou na nadační fond Abakus – nadační fond zakladatelů Avastu.